# Phragmoceras
Phragmoceras (Broderip, 1839) è un genere di molluschi cefalopodi vissuti nel Siluriano, appartenenti alla famiglia dei Phragmoceratidae (Miller, 1877), della quale è il genere tipo.

## Descrizione
Ha un'ampia camera d'abitazione ed un fragmocono settato. A seconda della complicazione delle settazioni, si possono individuare diverse specie.

## Alcune specie
- Phragmoceras acuminatum Hedström, 1917
- Phragmoceras broderipi Barrande, 1865
- Phragmoceras sigmoideum Hedström, 1917
- Phragmoceras undulatum Hedström, 1917
- Phragmoceras ventricosum Sowerby, 1839
- Phragmoceras koneprusensis Sp. nov.

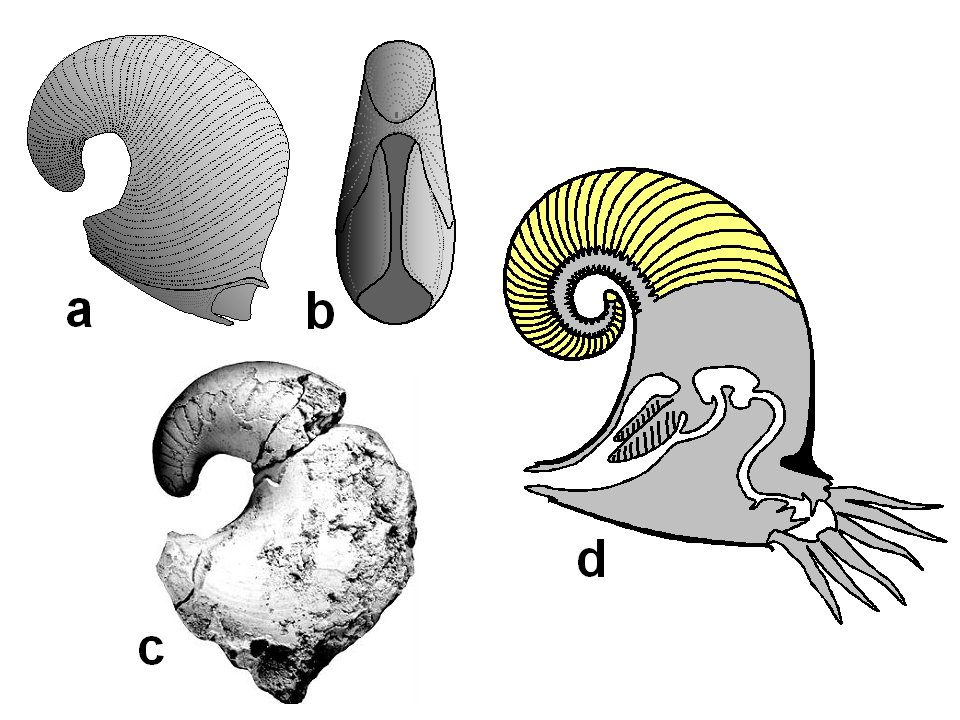
a) visione laterale della conchiglia;
b) visione frontale;
c) esemplare fossile
d) ricostruzione